# Draculo maugei
Draculo maugei és una espècie de peix de la família dels cal·lionímids i de l'ordre dels perciformes.

## Hàbitat
És un peix marí, de clima tropical i demersal.

## Distribució geogràfica
Es troba a Madagascar.

## Observacions
És inofensiu per als humans.